# جاريد جريفز
جاريد جريفز (بالإنجليزية: Jared Graves)‏ مواليد 16 ديسمبر 1982 في توومبا، كوينزلاند، أستراليا، هو دراج أسترالي. شارك في دورة الألعاب الأولمبية الصيفية.

## روابط خارجية
- جاريد جريفز على موقع أرشيف الدراجات (الإنجليزية)
- جاريد جريفز على موقع نتائج كأس العالم لسباقات دراجات (بي.أم.إكس) (الإنجليزية)
- جاريد جريفز على موقع MTB Data (الإنجليزية)
- جاريد جريفز على موقع اللجنة الأولمبية الدولية (الإنجليزية)
- جاريد جريفز على موقع أوليمبيديا (الإنجليزية)
- جاريد جريفز على موقع اللجنة الأولمبية الأسترالية (الإنجليزية)